# 千代香

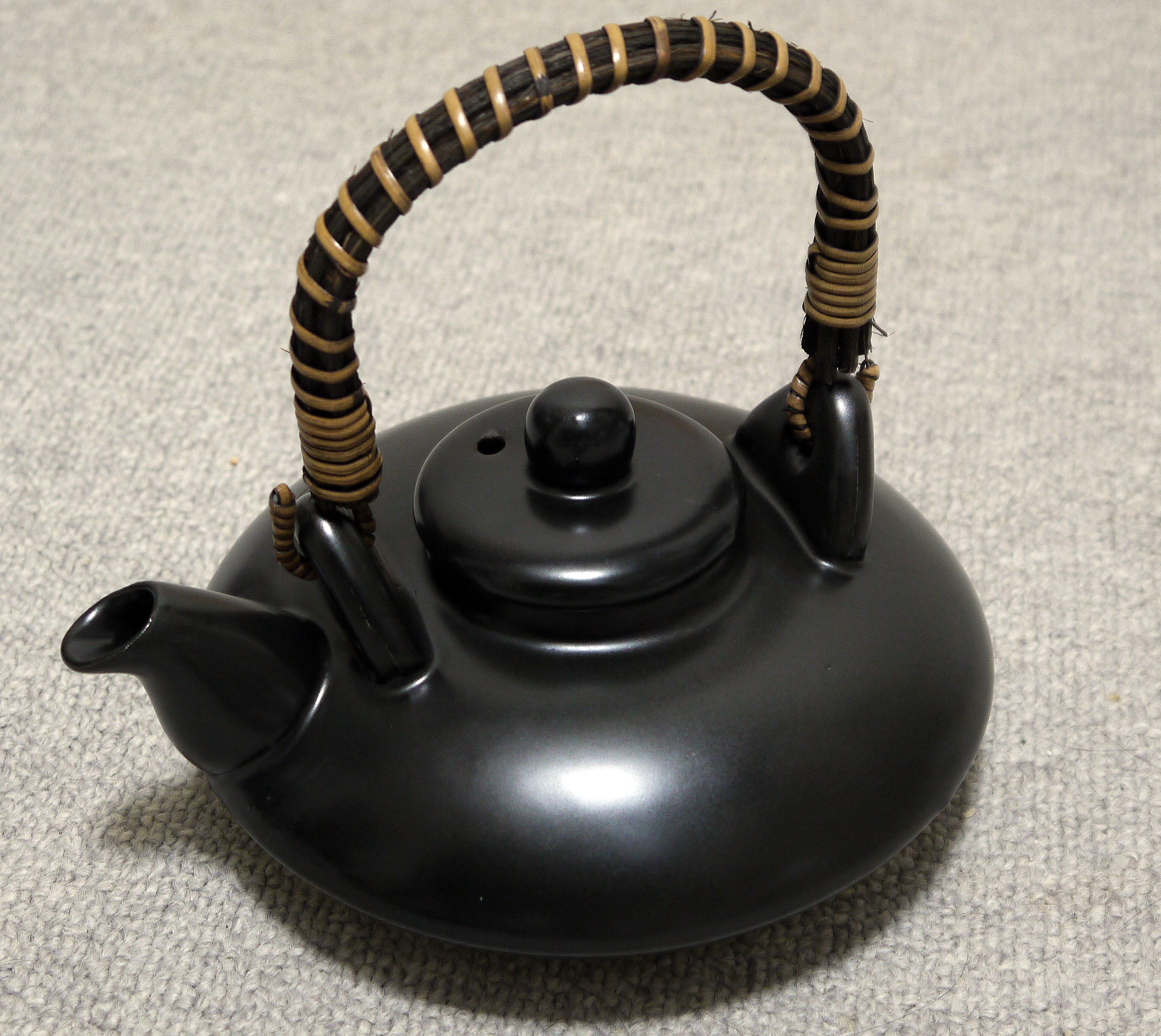
ちょか

千代香、茶家（ちょか）とは、鹿児島県の薩隅方言で扁平で、注ぎ口の付いた陶磁器の土瓶、銚子のことである。現在は主に焼酎を温めるために用いる。

## 概要
胴は扁平で、上には広い入口があり、蓋が付き、側面に細い注ぎ口が付けられている。上には注ぎ口を通る直線上に蔓が付けられ、ぶら下げたり、注ぎやすい形状になっている。
江戸時代の薩摩国の薩摩焼の土瓶、銚子、急須は、薩摩国を中心に、大隅国、日向国でもこれが民間で広く用いられ、現在の鹿児島県、宮崎県の一部に当たる。直接火にかけても割れない耐久性を持たせた、厚手の黒焼きで作られたため、「黒ぢょか」という言い方も広く使われている。現在の薩摩焼の黒ぢょかは、同じ色肌の猪口（ちょく）とセットで売られていることが多い。
もともとは「薬ぢょか」、「焼酎ぢょか」、「茶ぢょか」など、用途の違いで呼び分けがあった。金属製の鉄瓶や薬罐は「かなぢょか」と呼ばれた。胴の形状が異なり、山仕事の際に用いる大きく丸いものは「山ぢょか」と呼ばれた。
沖縄県では、茶器を含めた土瓶全般がチューカーと呼ばれており、鹿児島などにみられるものと同種の酒器は、特にサキ（酒）チューカーと呼ばれている。しかし、泡盛には燗をつける習慣がないため、沖縄の酒チューカーは耐熱性がなく、直火にかけて使用することはできない。

## 焼酎の飲み方
気温が高い薩摩国では清酒の製造には向かず、芋焼酎が主に作られ、飲まれている。現在も鹿児島県では香りが広がるお湯割りが最も好まれる飲み方であるが、ちょかを使って温める場合は、市販のアルコール度数25度では強すぎるため、先に水で割ってから温めて飲むことが多い。また、焼酎は前日に水を加えてアルコールと良くなじませておく「前割り（さきわり）」をした方が風味が良いとされる。

## 語源
名前の由来には、諸説有る。千代香は当て字である。
1. 注ぎ口がイノシシの牙に似ているため猪牙（）から名前が付いた。猪口の対句。
2. 中国語の「酒罐」（チュウクワン）、福建語読みで「チュウコワ」が訛った。ただし、これは酒を入れる甕である。
3. 茶家の心を伝える道具である。

## 慣用句
薩摩方言では、日常生活に欠かせないちょかにまつわる慣用句がある。
- ちょかかれ - ちょかだけを背負わせて追い出す村八分[2]。
- ちょかがね - 主婦が傷んだちょかに小銭を隠しておくへそくり[2]。
- えさっぢょか - 口先だけ愛想のいい約束をすること[2]。